# Tabanus fumidus
Tabanus fumidus är en tvåvingeart som beskrevs av Austen 1923. Tabanus fumidus ingår i släktet Tabanus och familjen bromsar. Inga underarter finns listade i Catalogue of Life.